# Monika Kolasa-Hladíková
Monika Kolasa-Hladíková – polska śpiewaczka (mezzosopran).
Ukończyła (z wyróżnieniem) Wydział Wokalno-Aktorski Akademii Muzycznej w Łodzi w klasie prof. Zdzisława Krzywickiego i otrzymała stypendium Ministerstwa Kultury i Sztuki w Hochschule für Musik Carl Maria von Weber w Dreźnie w klasie mistrzowskiej prof. Christiana Elsnera. Po studiach przez dwa lata mieszkała w Czechach, gdzie rozpoczęła pracę pedagogiczną w szkołach muzycznych w Libercu i Frýdlancie oraz została opiekunem wokalnym chóru, z którym jako solistka wykonywała repertuar oratoryjny w Czechach i Niemczech oraz dyrygowała wykonaniem Małej Mszy B-dur Josepha Haydna.
W 2013 uzyskała stopień doktora habilitowanego nauk muzycznych (specjalność: wokalistyka).
Swoje umiejętności wokalne doskonaliła na kursach mistrzowskich Teresy Żylis-Gara w Szczawnicy i dwukrotnie w Radziejowicach.

## Repertuar i koncerty
- partie altowe w najważniejszych dziełach muzyki oratoryjnej- m.in. Weihnachtsoratorium J.S. Bacha[2] i Stabat Mater i Gloria Antonia Vivaldiego, G.B. Pergolesiego (Filharmonie Łódzka, Świętokrzyska i Lubelska),
- solowe altowe kantaty J.S. Bacha (filharmonie w Sumach i w Winnicy na Ukrainie), w Stabat Mater i Glorii Vivaldiego, Requiem Mozarta.
- udział w Kijowskim Festiwalu Musik Kiev Fest 2004, gdzie wykonała odnalezione przez krakowskiego muzykologa Jerzego Stankiewicza pieśni Konstantego Regameya-ojca.
- udział na wielu festiwalach muzyki kameralnej, sakralnej i organowej ze znakomitymi dyrygentami, pianistami, organistami i kameralistami,
- udział w Międzynarodowym Festiwalu Organowym Lublin-Czuby[3]
- Koncertuje w Polsce, Czechach, Niemczech i na Ukrainie.

W listopadzie 2003 w Akademii Muzycznej w Gdańsku pod kierunkiem prof. Piotra Kusiewicza uzyskała tytuł doktora sztuki. Przez kilka lat współpracowała z Katedrą Kameralistyki Łódzkiej Akademii Muzycznej, aktualnie jest adiunktem na Uniwersytecie Humanistyczno-Przyrodniczym w Kielcach i pedagogiem Ogólnokształcącej Szkoły Muzycznej I i II st. im. H. Wieniawskiego w Łodzi. Wiceprezes zarządu Polskiego Stowarzyszenia Pedagogów Śpiewu w kadencji 2021–2025.
Stara się propagować muzykę słowiańską, opublikowano kilka jej prac dotyczących twórczości pieśniarskiej Antonína Dvořáka, Bohuslava Martinů i Leoša Janáčka. Większość pieśni tych kompozytorów ma w swoim repertuarze a część z nich ukazała się na płycie CD nagranej wspólnie z ukraińskim pianistą - Georgijem Kurkowem.
- udzielała wywiadów[6] i dokonywała nagrań dla II programu Polskiego Radia, Radia Łódź, Radia Kielce, Radia Olsztyn oraz nagrań telewizyjnych w Polsce i na Ukrainie.
- była twórcą i przez dwa sezony Dyrektorem Artystycznym festiwalu „Dni Muzyki w Ostrowcu Świętokrzyskim”
- była jurorem Międzynarodowego Konkursu Muzyki Słowiańskiej Fortissimo w Charkowie na Ukrainie.
- komponuje piosenki poetyckie i piosenki dla dzieci do własnych tekstów.
- prowadzi warsztaty emisji głosu dla nauczycieli emisji głosu[7], dyrygentów chórów, nauczycieli rytmiki ,studentów Wydziału Edukacji Artystycznej